# IAPV
IAPV (wirus izraelskiego paraliżu pszczół, Israeli acute paralysis virus) – wirus nazwany od miejsca odkrycia, które miało miejsce w roku 2000. Miejsce pochodzenia jest nieznane. Wirus ten został odkryty w wyniku badań niespodziewanie wysokiej śmiertelności rodzin pszczelich w Izraelu w owym czasie.
Wirus ten został stwierdzony w próbkach zmarłych pszczół z 2004 roku w USA i uznany za prawdopodobnie odpowiedzialny za zjawisko zespołu gwałtownej zapaści kolonii pszczół (CCD). Wirus w USA najprawdopodobniej pochodził ze szczepów pszczół sprowadzonych z Australii. CCD zaobserwowano w krajach europejskich (m.in.: Szwajcaria, Hiszpania, Niemcy, Wielka Brytania). Dokładna przyczyna CCD jest nadal nieznana, mimo że IPAV jest uznawany za logiczny indykator CCD. Powszechne jest zdanie naukowców, że wystąpienie syndromu CCD jest zależne od kumulowania lub uzupełniania się kilku czynników.